# Atocion rupestre
Atocion rupestre (L.) Oxelman, 2001 è una pianta della famiglia delle Caryophyllaceae

## Descrizione
È una pianta perenne e cespugliosa, con fusto sottile e delicato e con foglie lanceolate che sostengono piccoli fiori bianchi. Il suo periodo di fioritura va da giugno ad agosto. L’infiorescenza presenta 3 stili e fiori con diametro compreso tra i 12 e i 20 mm. Ciascun fiore ha 5 petali bianchi smarginati della lunghezza di 6 – 9 mm. Il frutto è una capsula deiscente in alto, che contiene molti semi.

## Distribuzione e habitat
Ha il suo habitat naturale nei prati, luoghi rupestri e ambienti aridi tra i 700-2800 metri sul livello del mare, sulle Alpi (in Italia in Valle d'Aosta, Piemonte, Lombardia, Trentino-Alto Adige, Veneto, Friuli, Liguria) e sull'Appennino Settentrionale (Appennino ligure, Appennino tosco-emiliano e Appennino tosco-romagnolo).